# Enzo Bettiza
Vincenzo Bettiza dit Enzo Bettiza, est un journaliste, écrivain et homme politique Italien né le 7 juin 1927 à Split (Yougoslavie) et mort le 28 juillet 2017 à Rome.

## Biographie
Enzo Bettiza naît dans une famille de la minorité italienne de Split, en Dalmatie.
Il travaille d'abord comme correspondant à l'étranger pour La Stampa et la BBC et devient directeur de La Nazione. Il est cofondateur en 1974 d'Il Giornale avec Indro Montanelli.
Il est sénateur de la République de 1976 à 1979 pour le Parti libéral italien. De 1979 à 1989, il représente ce parti au Parlement européen, avant de passer au Parti socialiste italien.
En 2010, il révèle voter pour la Ligue du Nord, un parti qu'il considère comme l'héritier de la « bonne gouvernance » de l'Empire austro-hongrois.
Il est l'auteur de nombreux essais et romans, parmi lesquels Esilio (Exil) reçoit le prix Campiello 1996.

## Œuvre traduite en français
- Le Fantôme de Trieste [« Il Fantasma di Trieste »]  (trad. de l'italien par Claude Poncet), Paris, Éditions Gallimard, coll. « Du monde entier », 1986, 407 p. (ISBN 2-07-020696-3)